# إريش كستنر
إريش كستنر (بالألمانية: Erich Kästner). هو كاتب ألماني. ولد عام 1899 في درسدن، ومات عام 1974 في ميونخ. عاد كستنر من الحرب العالمية الأولى مصاباً بمرض شديد في قلبه. درس الأدب الألماني وعمل صحافياً. وأصبح منذ عام 1927 أديباً حراً في برلين، وفي عام 1933 أُحرقت كتب كستنر. وحتى عام 1945 منع من العمل في أي مهنة، لكنه لم يهاجر من ألمانيا، ولم يصدر كتبه إلا في الخارج، وبعد الحرب عاش كستنر في ميونخ حيث عمل في المسرح السياسي، وحققت كتبه النجاح.

## أعماله
- القلب فوق الخصر «Herz auf Taille» (قصائد 1928).
- إميل والمخبرون «Emil und die Detektive» (كتاب للأطفال 1928).
- فابيان. قصة أحد الأخلاقيين «Fabian. Die Geschichte eines Moralisten» (رواية 1931).
- حجرة الدراسة الطائرة «Das fliegende Klassenzimmer» (كتاب للأطفال 1933).
- أثناء مراجعة كتبي «Bei Druchsicht meiner Bücher» (قصائد 1946).
- لوتشن المزدوج «Das doppelte Lottchen» (كتاب للأطفال 1949).

## روابط خارجية
- إريش كستنر على موقع IMDb (الإنجليزية)
- إريش كستنر على موقع الموسوعة البريطانية (الإنجليزية)
- إريش كستنر على موقع مونزينجر (الألمانية)
- إريش كستنر على موقع ألو سيني (الفرنسية)
- إريش كستنر على موقع ميوزك برينز (الإنجليزية)
- إريش كستنر على موقع أول موفي (الإنجليزية)
- إريش كستنر على موقع قاعدة بيانات الأفلام السويدية (السويدية)
- إريش كستنر على موقع ديسكوغز (الإنجليزية)
- إريش كستنر على موقع قاعدة بيانات الفيلم (الإنجليزية)
- إريش كستنر على موقع كينوبويسك (الروسية)

## مواقع إلكترونية
- Erich Kästner (Deutsche Biographie) (بالألمانية)